# Боб Пейслі
Боб Пейслі (англ. Bob Paisley, нар. 23 січня 1919, Хеттон-ле-Хоул, Англія — пом. 14 лютого 1996, Ліверпуль, Англія) — англійський футболіст, лівий півзахисник та тренер клубу «Ліверпуль». За свої досягнення як тренера «Ліверпуля» Пейслі вважається одним з найвидатніших футбольних тренерів всіх часів. Він, Карло Анчелотті та Зінедін Зідан є єдиними тренерами, що виграли Кубок європейських чемпіонів тричі.

## Біографія

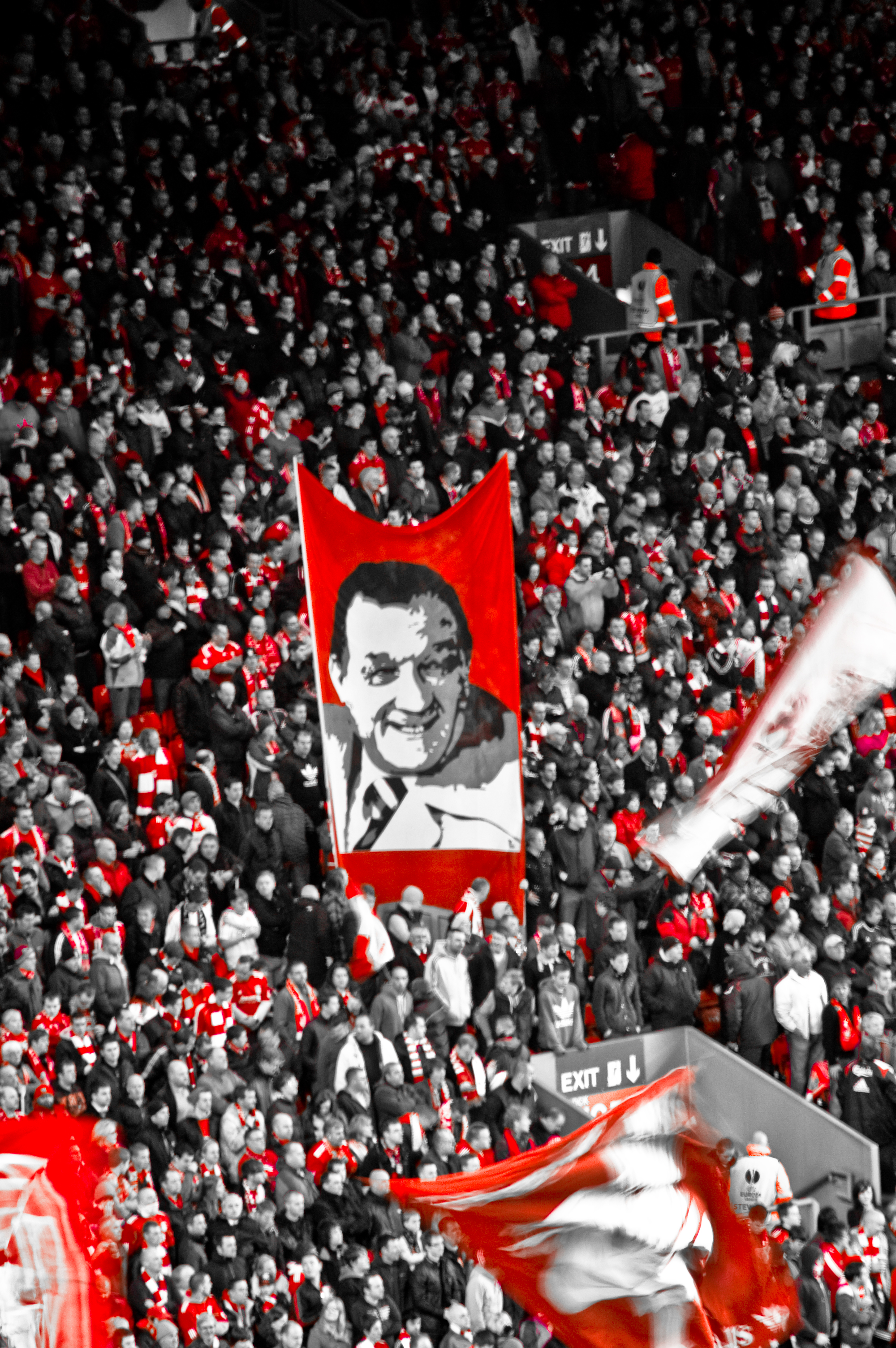
Банер із зображенням Боба Пейслі

Боб Пейслі в молодості, до підписання контракту з Ліверпулем в 1939 році, грав за «Бішоп Окленд» з однойменного містечка. Під час Другої світової війни він служив в британській армії, тому не міг дебютувати за команду аж до 1946 року в сезоні 1946-47, коли його «Ліверпуль» вперше за 24 роки здобув золото першого дивізіону футбольної ліги. У 1951 році він став капітаном команди і залишався ним аж поки не завершив кар'єру гравця в 1954 році.
Після завершення кар'єри гравця Пейслі залишився з «Ліверпулем» і отримав дві посади в клубі — тренер резервної команди та фізіотерапевт. У цей період «Ліверпуль» опустився до Другого дивізіону і мав проблеми з фінансуванням. В грудні 1959 года Білл Шенклі був призначений менеджером клубу. Він запропонував Пейслі працювати разом з ним як помічник у тренерському штабі, де також працювали Джо Феган і Рубен Беннетт. Під їхнім керівництвом, справи «Ліверпуля» різко пішли вгору, і в сезоні 1961-62 команда здобула путівку назад у Перший дивізіон. Пейслі відігравав важливу роль у команді як тактик під керівництвом Шенклі й клуб виграв безліч нагород протягом наступних дванадцяти сезонів.
У 1974 році Білл Шенклі пішов у відставку з поста головного тренера і, незважаючи на небажання Пейслі, він був призначений наступником Шенклі. Боб Пейслі продовжував період безпрецедентного домінування «Ліверпуля» на внутрішній та європейській аренах, вигравши двадцять нагород за дев'ять сезонів. Він припинив керувати командою в 1983 році, і йому на заміну прийшов Джо Феган. Пейслі помер в 1996 році, у віці 77 років, після страждань від хвороби Альцгеймера протягом декількох років.

## Титули і досягнення

### Гравець
- Чемпіонат Англії
  - Чемпіон (1): 1946-47

### Тренер
- Чемпіонат Англії
  - Чемпіон (6): 1975-76, 1976-77, 1978-79, 1979-80, 1981-82, 1982-83
  - Срібний призер (2): 1974-75, 1977-78
- Кубок ліги
  - Володар (3): 1980-81, 1981-82, 1982-83
  - Фіналіст (1): 1977-78
- Суперкубок Англії:
  - Володар (6): 1974, 1976, 1977, 1979, 1980, 1983
- Кубок Англії:
  - Фіналіст (1): 1976-77
- Кубок європейських чемпіонів
  - Володар (3): 1976-77, 1977-78, 1980-81
- Кубок УЄФА
  - Володар (1): 1975-76
- Суперкубок Європи
  - Володар (1): 1977
  - Фіналіст (1): 1978
- Міжконтинентальний кубок
  - Фіналіст (1): 1980

### Індивідуальні досягнення
- Найкращий тренер в історії футболу — 4 місце (ESPN)[1]
- Найкращий тренер в історії футболу — 8 місце (World Soccer)[2][3]
- Найкращий тренер в історії футболу — 26 місце (France Football)[4]